# 大島くじら
大島 くじら（おおしま くじら）は、日本の女子プロレスラー。身長160cm、体重142kg。

## 所属
- ガッツワールドプロレスリング（2007年 - 2008年）
- 休業（2008年 - 2012年）
- アイスリボン（2012年 - 2014年）

## 経歴
1990年代
某団体（公表されていない）の練習生であったが、妊娠後に退団。以後、育児に一段落がついた頃より練習を再開。
2007年
6月2日、ガッツワールド Vol.19、『Victory Is All 2007』（新木場1stRING）にて、GAMIを相手にデビュー戦を行う。試合は、1分34秒、ラリアットからの体固めで敗戦。当時のリングネームは島和代。
2008年
4月19日、ガッツワールド Vol.26（新木場1stRING）の試合を最後に退団。
2012年
9月23日、アイスリボン 後楽園ホール大会、松本浩代を相手に再デビュー戦を行う。
2013年
仕事が忙しく練習に中々参加出来ず、更に体重増加で練習生見習い（練習生以下）に格下げ。
2014年
12月24日、「今後プロレス活動を継続していくことが困難」との理由でアイスリボン所属契約が抹消されることが発表される。以降はプロレスファンとして会場で見かけるようになる。
2023年
11月2日、SUGAMOプロレスに一般人チャレンジャー「大島いるか」として参加予定。

## 人物
- 以前は保育士として働いていた。レスラー活動との両立を希望していたものの、勤務先の同意が得られなかったため、再デビュー決定後に退職している。
- 内藤メアリを抜いてアイスリボン最年長選手となった。

## 得意技
- 圧殺プレス